# Club Balonmano Granollers (femenino)
El Club Balonmano Granollers, también conocido, por motivos de patrocinio, como KH-7 Bm. Granollers, es la sección femenina del club de balonmano español homónimo de la ciudad de  Granollers (Barcelona).

## Historia
El primer equipo femenino del Balonmano Granollers dio sus primeros pasos en 1967. En los últimos 15 años, el BM Granollers ha incrementado significativamente el número de equipos femeninos en la cantera y el equipo femenino sénior ha conseguido varios ascensos de categoría. Desde la temporada 2014/2015, el Balonmano Granollers juega en la máxima competición española, la Liga Guerreras Iberdrola).
En la actualidad disputa sus partidos en el Palacio de Deportes de Granollers "El Olímpico" y cuenta con un aforo de 5.685 espectadores.

### Europa
Compitió en Europa por primera vez en la temporada 2019/20, en la tercera competición continental, por aquél entonces denominada la Challenge Cup, dónde llegó a semifinales. Cuando tenía que enfrentarse al Aula Alimentos de Valladolid por un puesto en la final, la temporada acabó abruptamente por la pandemia de COVID.
Volvió a competir en la European Cup en la 2020/21 y, tras ganar la ronda 2 ante el Alavarium Love Tiles, la ronda 3 le llevó a enfrentarse al Club Balonmano Elche que consiguió una ventaja de 14 tantos en el partido de ida imposible de remontar en el de vuelta en cancha ilicitana.
La temporada 2023/24 fue la tercera vez que el conjunto vallesano compitió en Europa, en la EHF European Cup, llegando a cuartos de final. Con 10 goles de ventaja en el partido de ida ante el Rocasa Gran Canaria, en el partido de vuelta el equipo canario igualó el tanteador y el partido se dirimió desde los siete metros, pasando al final el Rocasa.

## Palmarés
- 10 Supercopas de Cataluña: 2014, 2015, 2016, 2017, 2018, 2019, 2020, 2021, 2022, 2023:[6][7][8][9][10]
- 1 Campeonato de España (División de Honor Plata): 2013-14[11]

### Equipos de la cantera
Los logros más relevantes de las categorías inferiores del club son:
- 1 x Campeonatos de España Juvenil Femenino: 2012-13
- 3 x Mini Copa de España (Cadete Femenino): 2016-17, 2021-22, 2022-23

### Trayectoria
Historial completo de la clasificación final en liga y competición europea:
| Temp.   | Liga                    | Liga    | Competición Europea    | Competición Europea |
| Temp.   | Liga                    | Pos.    | Competición            | Resultado           |
| ------- | ----------------------- | ------- | ---------------------- | ------------------- |
| 2007-08 | 1.ª catalana            | 2       |                        |                     |
| 2008-09 | 1.ª catalana            | 1       |                        |                     |
| 2009-10 | Liga catalana           | 12      |                        |                     |
| 2010-11 | Liga catalana           | F.Final |                        |                     |
| 2011-12 | Liga catalana           | F.Final |                        |                     |
| 2012-13 | Liga catalana           | 1       |                        |                     |
| 2013-14 | División de Honor Plata | 1       |                        |                     |
| 2014-15 | División de Honor       | 12      |                        |                     |
| 2015-16 | División de Honor       | 12      |                        |                     |
| 2016-17 | División de Honor       | 10      |                        |                     |
| 2017-18 | División de Honor       | 8       |                        |                     |
| 2018-19 | División de Honor       | 4       |                        |                     |
| 2019-20 | División de Honor       | 6       | Challenge Cup          | 1/2 (suspendida)    |
| 2020-21 | División de Honor       | 6       | Challenge Cup          | R3                  |
| 2021-22 | División de Honor       | 7       |                        |                     |
| 2022-23 | División de Honor       | 8       | Challenge Cup          | 1/4                 |
| 2023-24 | División de Honor       | 8       | Copa Europea de la EHF | 1/4                 |
| 2024-25 | División de Honor       | 6       |                        |                     |

## Equipo
Plantilla de la DHF 2025/26:
| Nº | Nombre             | Nacimiento  | Altura | Nacionalidad      | Posición          |
| -- | ------------------ | ----------- | ------ | ----------------- | ----------------- |
| 16 | Marta Mera         | 25/05/2000  | 1,67   | Bandera de España | Guardameta        |
|    | Judith Vizuete     | 20/07/21995 | 1,71   | Bandera de España | Lateral           |
| 42 | Cristina Polonio   | 20/07/1998  | 1,66   | Bandera de España | Pivote            |
| 58 | Claudia Juan       | 08/09/2004  | 1,78   | Bandera de España | Central           |
| 18 | Martina López Quer | 18/06/2005  | 1,70   | Bandera de España | Central           |
| 21 | Lucía Pérez Carbó  | 13/02/2007  | 1,70   | Bandera de España | Extremo           |
|    | Itziar Martínez    | 10/01/1998  | 1,73   | Bandera de España | Lateral           |
|    | Raquel Moré        | 27/05/2001  | 1,70   | Bandera de España | Lateral           |
| 98 | Martina Capdevila  | 19/09/2001  | 1,78   | Bandera de España | Central           |
|    | Nayla de Andrés    | 16/09/1997  | 1,73   | Bandera de España | Pivote            |
|    | Mireia Torras      | 02/05/1996  | 1,65   | Bandera de España | Central           |
| 6  | Ona Vila           | 19/02/2001  | 1,65   | Bandera de España | Extremo izquierdo |
| 10 | Carla González     | 31/05/2005  | 1,69   | Bandera de España | Extremo           |
| 17 | Belén Rodríguez    | 02/08/2006  | 1,73   | Bandera de España | Primera Línea     |
| 8  | María Hombrado     | 02/2006     | 1,69   | Bandera de España | Extremo           |
| 19 | Goundo Gassama     | 06/04/2004  | 1,73   | Bandera de España | Guardameta        |
| 26 | Nerea Güell        | 16/02/2007  | 1,68   | Bandera de España | Central           |

### Altas y bajas 2025/26
Altas y bajas para la 2025/26
| Altas: - Judith Vizuete - Itziar Martínez - Raquel Moré - Nayla de Andrés - Mireia Torras | Bajas: - Kadiatou Jallow - Giulia Guarieiro - Paula Milagros - Alba Tort - Júlia Nuez - Ariana Portillo - Lea Kofler |

Equipo Técnico:
- Robert Cuesta | Entrenador
- Jessica Bonilla | Ayudante de Entrenador
- Arnau Forns | Fisioterapeuta
- Jordi Esbrí | Entrenador de porteras
- Édgar García | Preparador físico